# Vallerstads socken
Vallerstads socken i Östergötland ingick i Bobergs härad, ingår sedan 1971 i Mjölby kommun och motsvarar från 2016 Vallerstads distrikt.
Socknens areal är 21,79 kvadratkilometer, varav 21,76 land. År 2000 fanns här 242 invånare. Kyrkbyn Vallerstad med sockenkyrkan Vallerstads kyrka ligger i socknen. 

## Administrativ historik
Vallerstads socken har medeltida ursprung.
Vid kommunreformen 1862 övergick socknens ansvar för de kyrkliga frågorna till Vallerstads församling och för de borgerliga frågorna till Vallerstads landskommun. Landskommunen inkorporerades 1952 i Bobergs landskommun och ingår sedan 1971 i Mjölby kommun.  Församlingen uppgick 2010 i en återbildad Skänninge församling.
1 januari 2016 inrättades distriktet Vallerstad, med samma omfattning som församlingen hade 1999/2000.  
Socknen har tillhört samma fögderier och domsagor som Bobergs härad.  De indelta soldaterna tillhörde  Första livgrenadjärregementet, Vreta Klosters kompani och Andra livgrenadjärregementet, Bergslags kompani.

## Geografi
Vallerstads socken ligger nordost om Skänninge och väster om Svartån och norr om Skenaån. Socknen är uppodlad slättbygd med skog i norr och väster.
Större gårdar i socknen är Narveryd (7 mantal), Stora Hassla (7 mantal), Vallerstad (5 mantal), Melstad (4 mantal) och Götevi (3,5 mantal).

## Fornlämningar
Kända från socknen är fyra gravfält från järnåldern, mest känd är Lunds Backe. Två runristningar är kända.

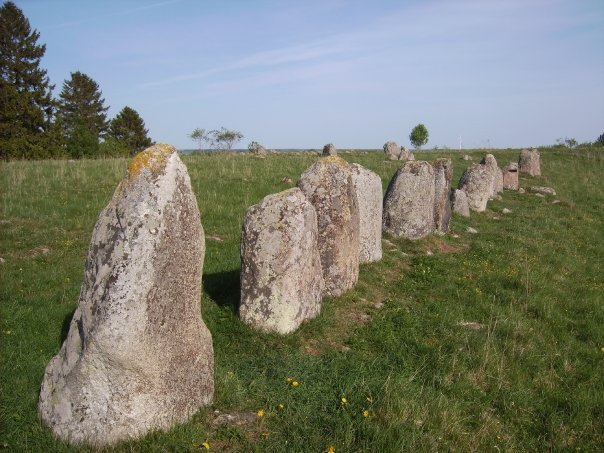
Lunds backe

### Lunds backe
Lunds backe är ett rikt fornlämningsområde med ca 200 fornlämningar, varav en del ligger nedanför backens höjd. Det domineras av ett varierat gravfält från järnåldern med 175 registrerade fornlämningar – i huvudsak runda stensättningar och ett 80-tal resta stenar (82 stycken, varav några klumpstenar, enligt FMIS), varav ett 20-tal står i tre tätt ställda rader. Kring gravfältet finns lämningar av stensträngar och äldre bebyggelse. I södra delen av fornlämningsområdet märks två mindre gravfält och enstaka fornlämningar.

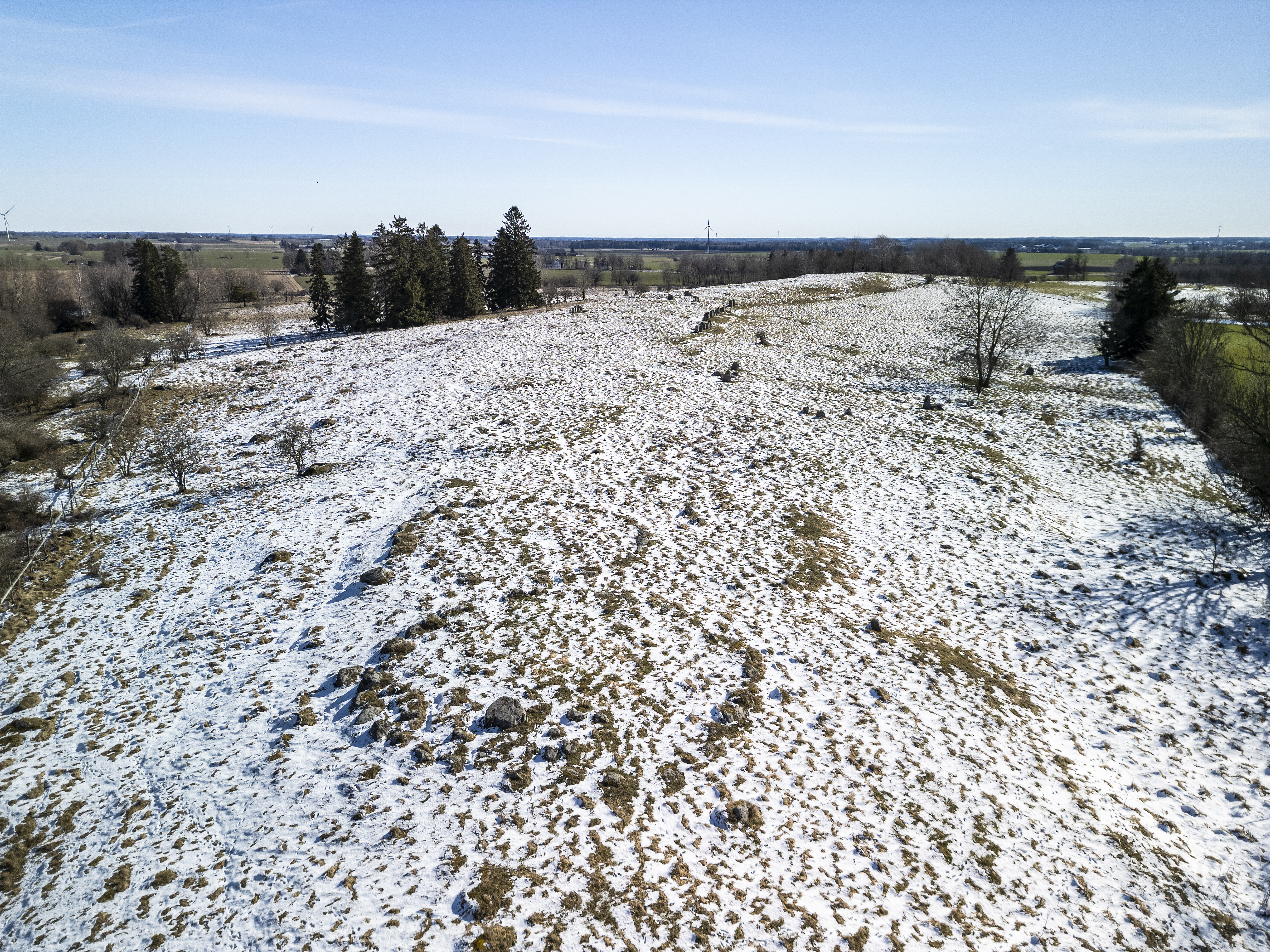
Gravfältet Lundsbacke Vallerstad sn Ög.
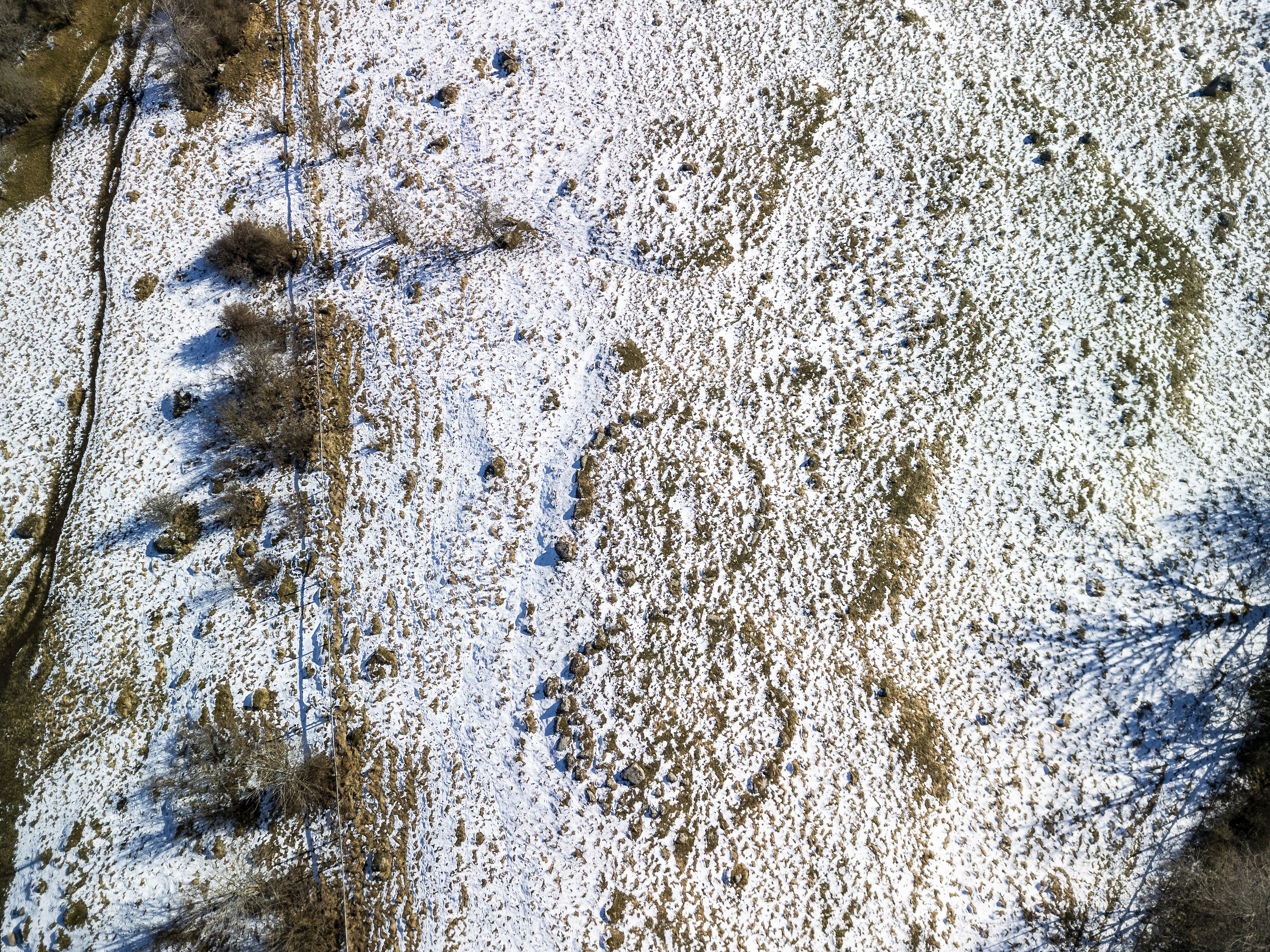
Gravfältet Lundsbacke Vallerstad sn Ög.
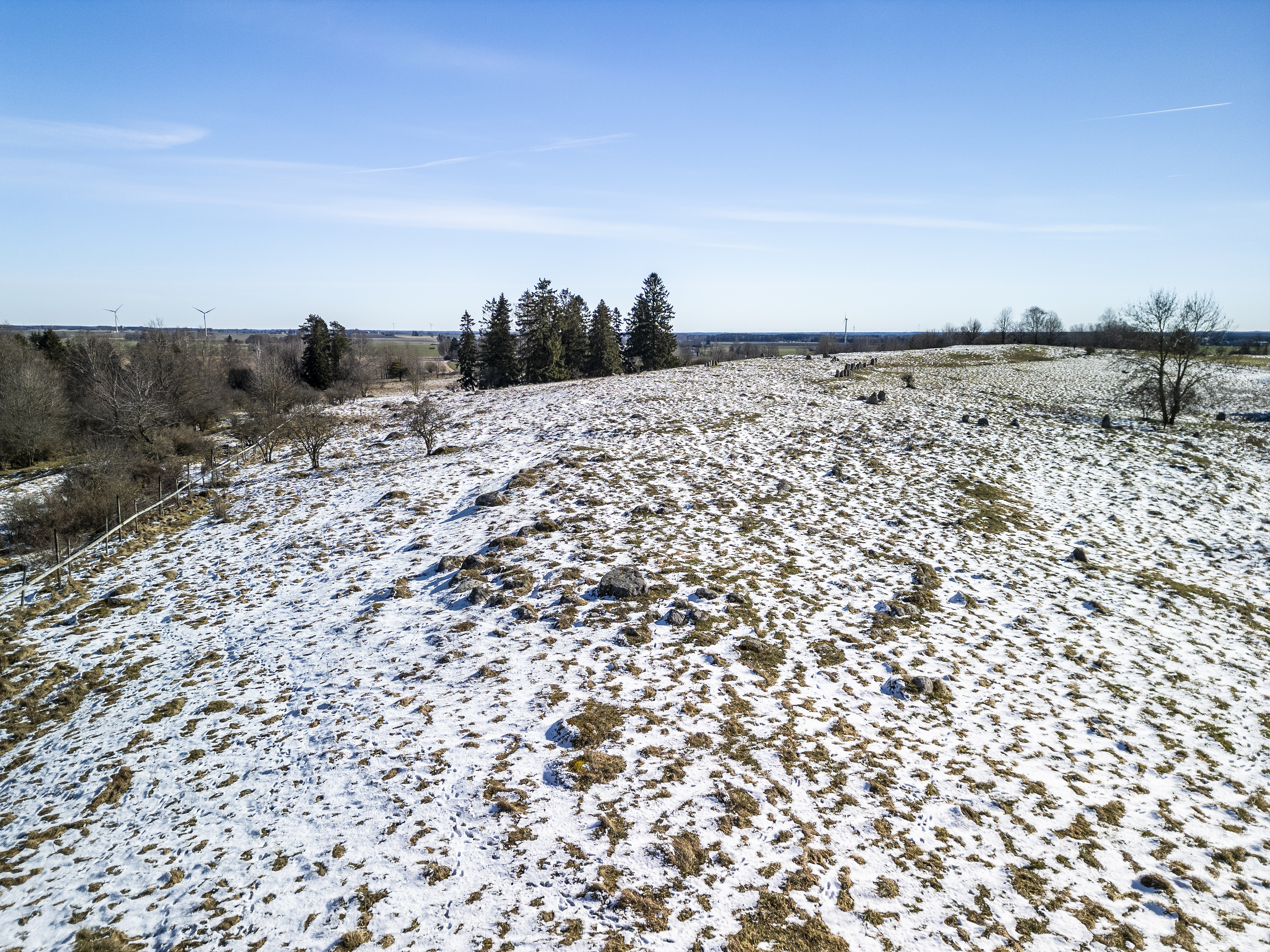
Gravfältet Lundsbacke Vallerstad sn Ög.
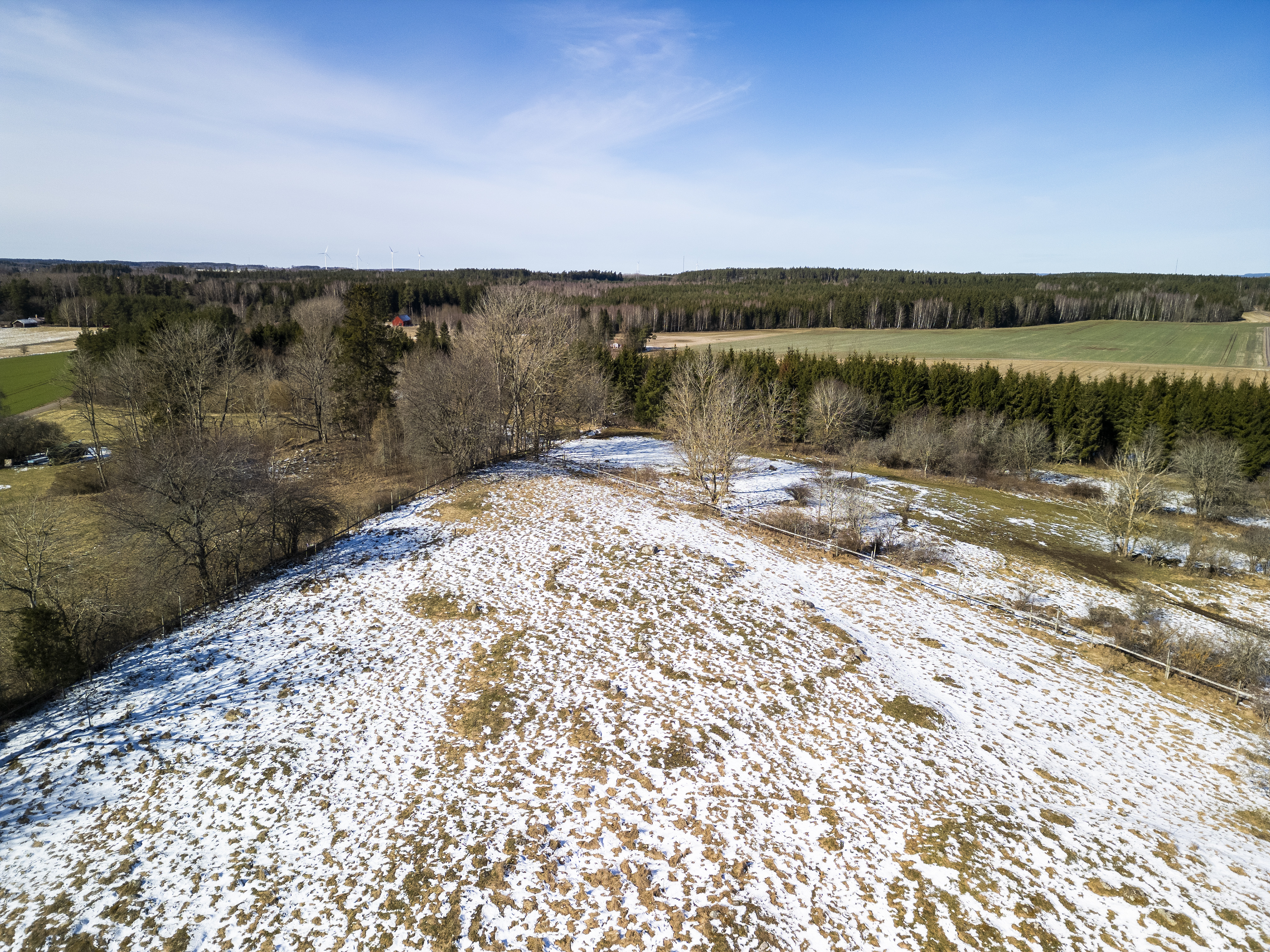
Gravfältet Lundsbacke Vallerstad sn Ög.
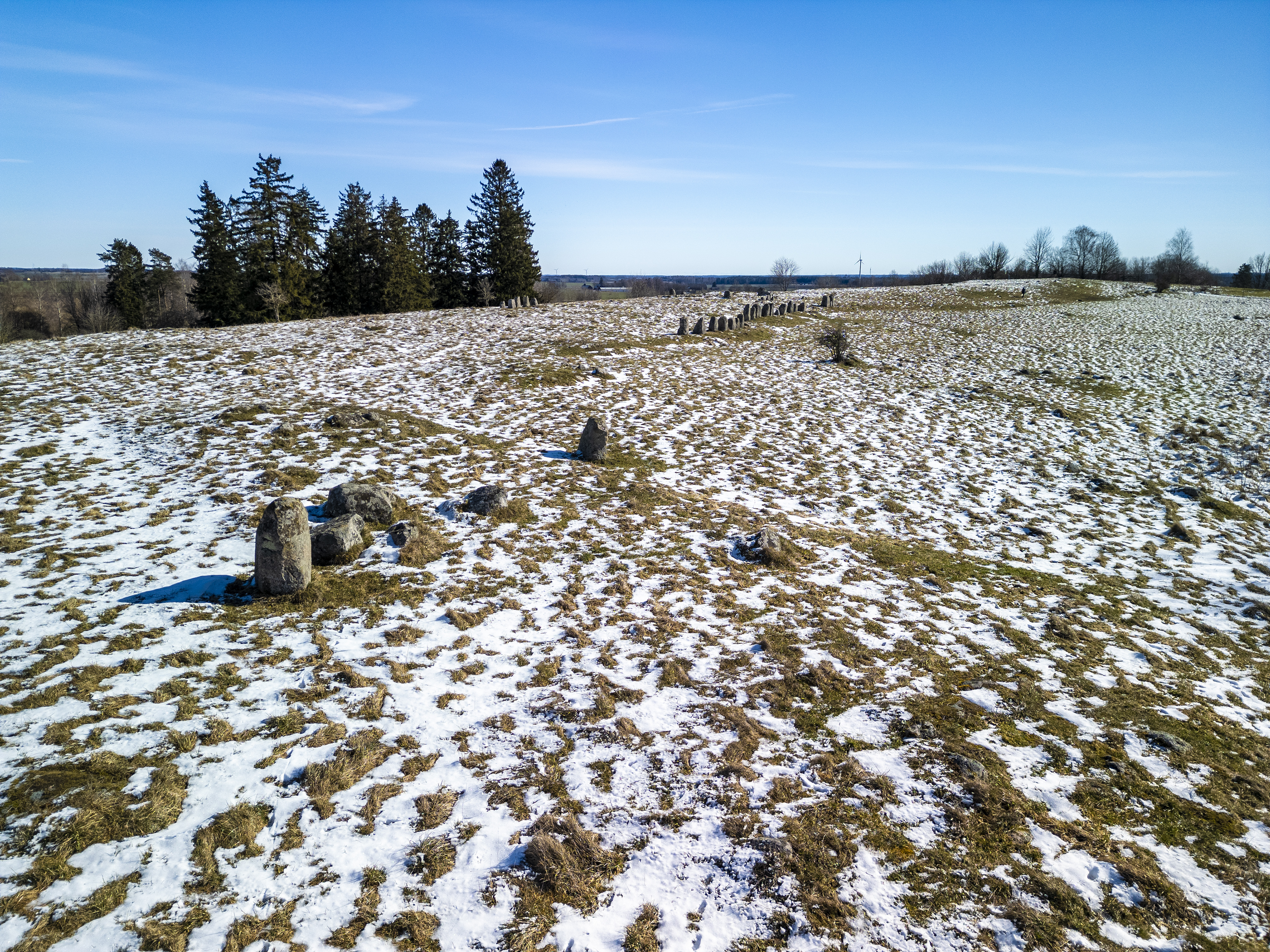
Gravfältet Lundsbacke Vallerstad sn Ög.

## Namnet
Namnet (1350, Valdirstadha) kommer från kyrkbyn. Förleden är sannolikt ett mansnamn, Valdar. Efterleden är sta(d), 'ställe'.

## Kända personer från Vallerstads socken
- Anners Annersa på Hultet, bondkomiker
- Gottfrid Larsson, skulptör
- Harald Vallerius, universitetslärare och musiker
- Jacob Letterstedt, företagsledare och donator
- Carl Gustaf Lindmark, sjömilitär och riksdagsledamot

### Fotnoter
1. 1 2  Svensk Uppslagsbok andra upplagan 1947–1955: Vallerstad socken
2. 1 2  Harlén, Hans; Harlén Eivy (2003). Sverige från A till Ö: geografisk-historisk uppslagsbok. Stockholm: Kommentus. Libris 9337075. ISBN 91-7345-139-8
3. ↑  ”Församlingar”. Statistiska centralbyrån. https://www.scb.se/hitta-statistik/regional-statistik-och-kartor/regionala-indelningar/forsamlingar/. Läst 30 december 2022.
4. ↑  Administrativ historik för Vallerstad socken (Klicka på församlingsposten). Källa: Nationella arkivdatabasen, Riksarkivet.
5. 1 2  Sjögren, Otto (1931). Sverige geografisk beskrivning del 2 Östergötlands, Jönköpings, Kronobergs, Kalmar och Gotlands län. Stockholm: Wahlström & Widstrand. Libris 9939
6. 1 2  Nationalencyklopedin
7. ↑  Fornlämningar, Statens historiska museum: Vallerstads socken
8. ↑  Fornminnesregistret, Riksantikvarieämbetet: Vallerstads socken Fornminnen i socknen erhålls på kartan genom att skriva in sockennamn (utan "socken") i "Ange geografiskt område"
9. ↑  Sevärt i Östergötland, guide till gravfältet Lunds backe. Länsstyrelsen i Östergötlands län 1986.
10. ↑  Mats Wahlberg, red (2003). Svenskt ortnamnslexikon. Uppsala: Institutet för språk och folkminnen. Libris 8998039. ISBN 91-7229-020-X. https://isof.diva-portal.org/smash/get/diva2:1175717/FULLTEXT02.pdf